# Cultura de Tailandia
La cultura de Tailandia incorpora creencias culturales y características propias de la zona en la que se ubica el país actual. Tailandia es el único país del sureste asiático que nunca ha estado bajo la dependencia de otro país.
Otro aspecto destacable de la sociedad tailandesa es que las mujeres, a diferencia del resto de la población femenina del área, desempeñan un destacado papel, en especial en la artesanía. Ninguna cultura, entendida a la manera occidental, ha predominado totalmente en el país.
La era de mayor desarrollo cultural fue el periodo Sujotai (1238-1378), momento en el que los tai absorbieron elementos distintivos de varias civilizaciones con las que entraron en contacto, como la china y la india.

## Idiomas
El idioma oficial de Tailandia es el tailandés, una lengua tai-kadai emparentada con el lao, shan en Birmania y otras muchas  habladas en el arco que va desde Hainan y Yunnan hasta la frontera con china. Es la lengua de la educación y del gobierno, hablada a lo largo de todo el país. La lengua normativa está basada en el dialecto centra y se escribe empleando el alfabeto tailandés. Esta escritura es un sistema abugida evolucionado desde la escritura camboyana.
Además, existen otras lenguas minoritarias habladas en Tailandia como la lengua lao, un dialecto del isán, hablado en las provincias del norte. La zona en la que se habla fue parte del reino Lao de Lan Xang y no debe considerarse como un dialecto del tailandés sino del lao. En el sur del país se habla el Yawi, dialecto del idioma malayo que es la lengua principal de los musulmanes procedentes de Malasia.
Junto a estas, existe un buen número de idiomas tribales con reducida difusión.

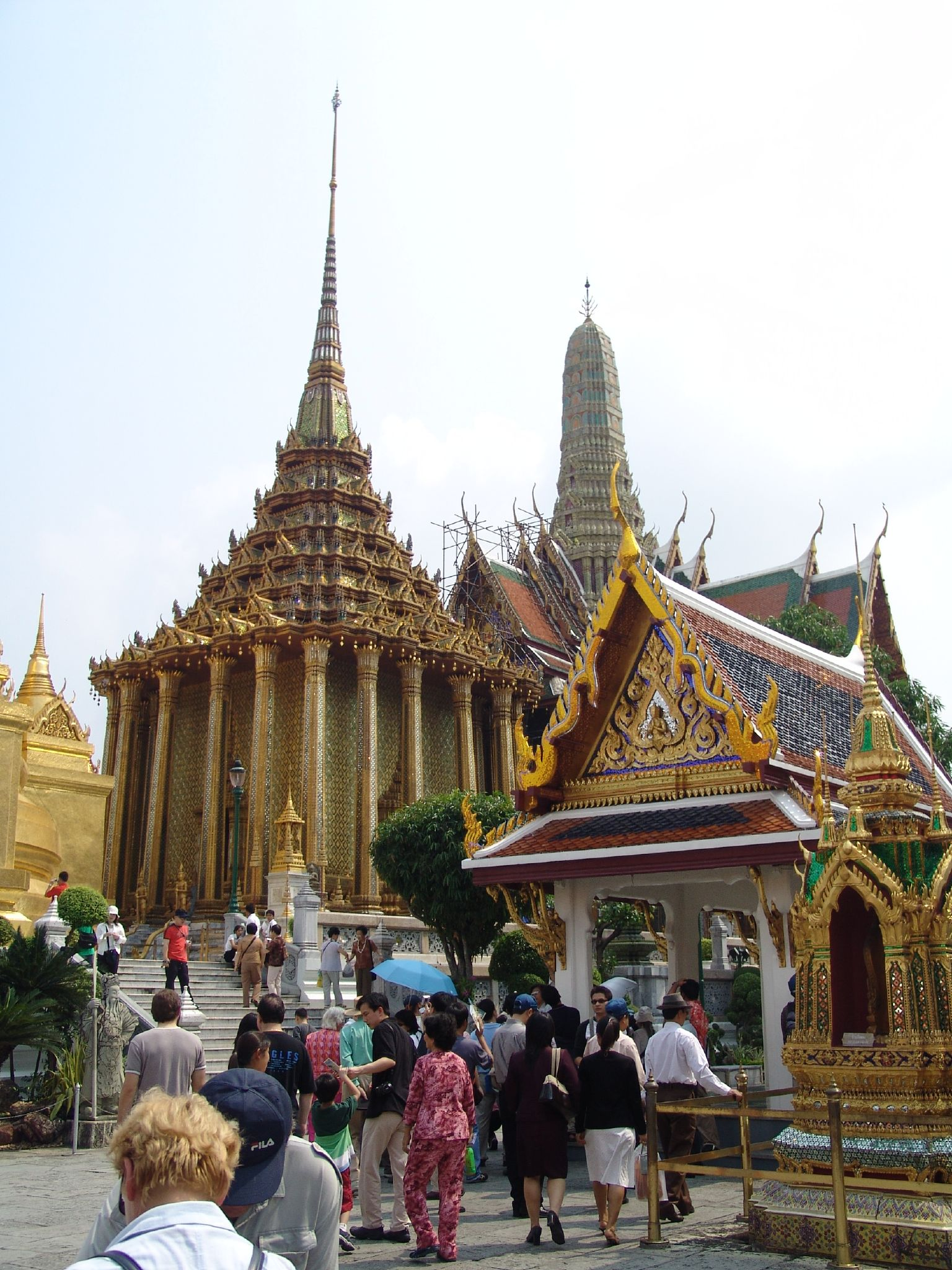
Wat Phra Kaew, uno de los templos budistas más relevantes de Tailandia en Bangkok.

## Religión
La religión predominante en Tailandia, siendo practicada por el 95% de la población, es el budismo Theravāda que incluye la tradición tailandesa del bosque y las sectas Dhammayuttika Nikaya y Santi Asoke. Existen minorías de musulmanes (4,6 %), cristianos (0,7 %) y otras religiones, incluyendo una comunidad judía que data del siglo XVII.
El budismo Theravada es apoyado y supervisado por el gobierno. Los monjes tienen, además, algunos beneficios, como el uso gratuito del transporte público.

## Gastronomía
La cocina de Tailandia es muy reconocida por mezclar cuatro sabores fundamentales, dulce, picante, ácido y salado.
Algunos platos de la cocina tailandesa intentan cocinar muchos o todos estos sabores. Para lograrlo se usan muchas hierbas, especias y frutas.

## Vestimenta
La vestimenta tradicional de Tailandia, también conocida como chut thai o vestimenta thai, se caracteriza por ser colorida y elegante. Este tipo de vestimenta es utilizada durante festivales, celebraciones y bodas.